# CROSS TRANSFAR 9/3
CROSS TRANSFAR 9/CROSS TRANSFAR 3（クロス・トランスファー・ナイン／クロス・トランスファー・スリー）は、CROSS FMで放送されていたラジオ番組。放送期間は2004年4月-2006年3月。北九州本社スタジオからの生放送。

## 概要
- 毎回、あるテーマに沿って、音楽をたっぷり放送する番組。
- 番組1年目はフィーチャリング・クルージング・ジュークジュークといったテーマで、音楽専門家がメインナビゲーターとして選曲＆放送する形であった。
- 番組2年目では、ナビゲーターのルーシーが本格的に進行役として、さまざまな音楽を選曲し、好評であった。但し、「CROSS TRANSFAR 3」では録音で放送されたときもあった。

## 放送時間
- CROSS TRANSFAR 9:月-金曜日9:00-10:00
- CROSS TRANSFAR 3:月-金曜日15:00-16:00

## ナビゲーター

### 2004年4月-2005年3月
- ルーシー（月曜日のCROSS TRANSFAR 9から水曜日のCROSS TRANSFAR 9まで）
- チェルシー（水曜日のCROSS TRANSFAR 3から金曜日のCROSS TRANSFAR 3まで）

### 2005年4月-2006年3月
- ルーシー（全時間帯）

## コーナー
- TRカウントダウン